# Tellergericht
Der Begriff Tellergericht bezeichnet eine Mahlzeit, die im Gegensatz zu einem Mehr-Gänge-Menu lediglich aus einem Gang besteht und bereits vollständig angerichtet auf einem Teller (eventuell gibt es gelegentlich noch zusätzlich einen kleinen Salatteller) am Tisch serviert wird. Ein „Anrichten“ oder sogenanntes „Vorlegen“, also das Servieren von bereits auf dem Tisch aufgetragenen Platten mit Fleisch, Fisch oder Beilagen auf dem Teller des Gastes entfällt bei dieser Darreichungsform des Essens.